# Риси, Франциско

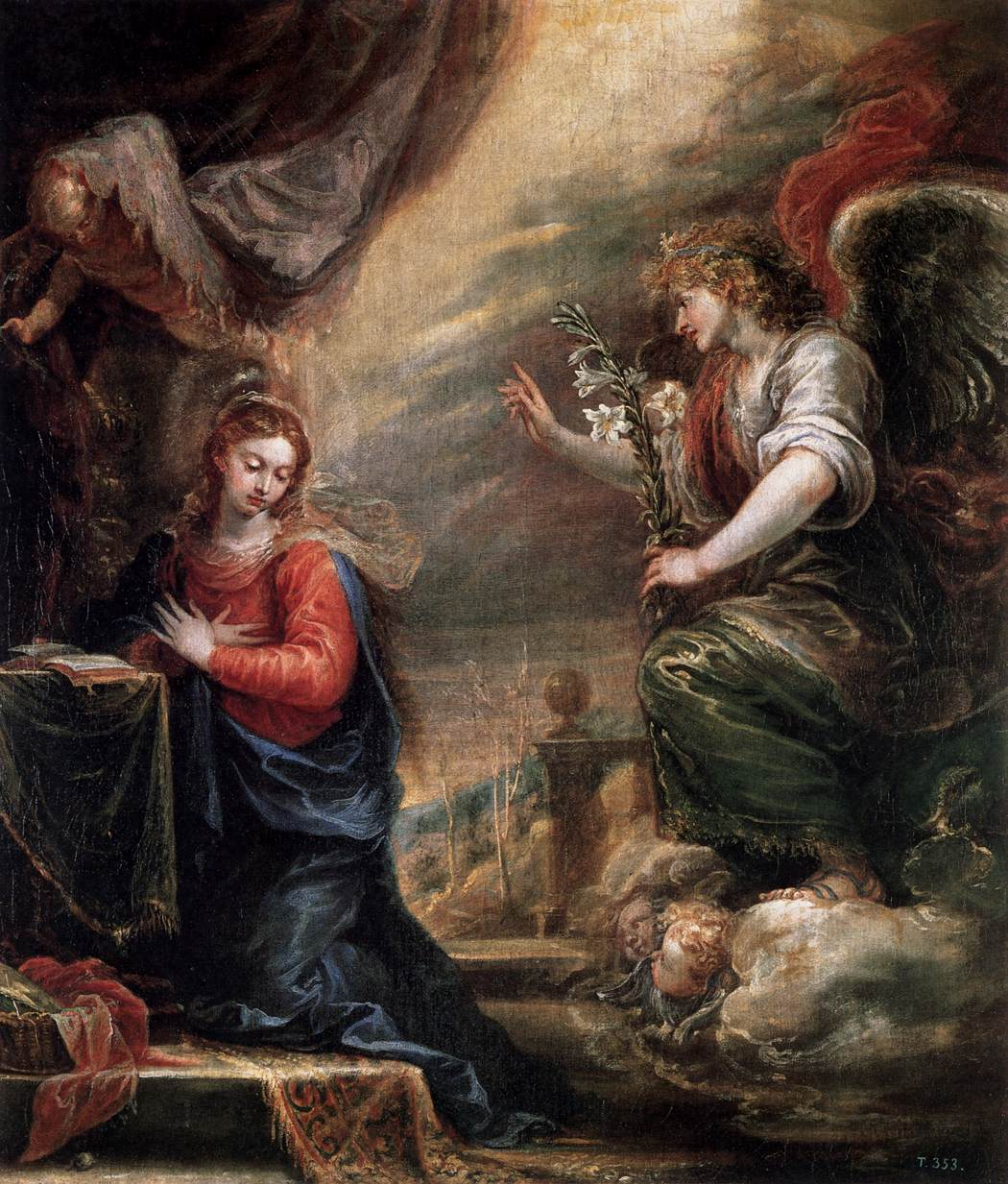
Благовещение Пресвятой Богородицы. 1663

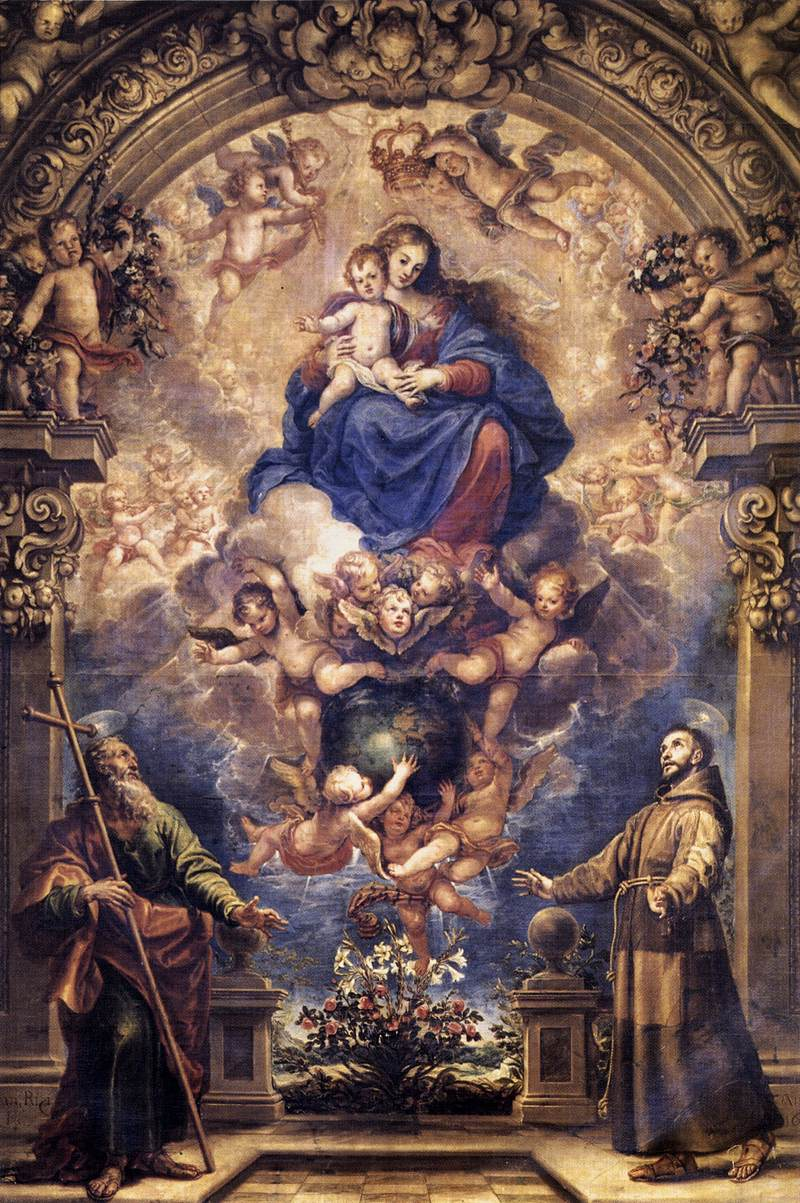
Мария с младенцем и святыми Филиппом и Франциском, 1650

Франсиско Риси де Гевара (исп. Francisco Rizi de Guevara; 1614, Мадрид, Испания — 1685, Эскориал) — испанский живописец, рисовальщик Золотого века Испании. Один из зачинателей мадридского высокого барокко середины XVII-го века.

## Биография
Последний из 11 детей итальянского художника Антонио Риччи (итал. Ricci). Его фамилия была испанизирована как Риси (исп. Rizi). Его отец был родом из Болоньи и приехал в Испанию вместе с Федерико Цуккаро для работы в монастырском дворце Эскориал. Его брат Хуан Андрес также был художником и теоретиком искусства.
Учился у Винченцо Кардуччи. В 1638 году работал при королевском дворе — возможно, благодаря Кардуччи, а в 1639 году — над украшением Алькасара в Мадриде. В 1648 году, вместе с Педро Нуньезом, расписывал театр в мадридском Алькасаре.
В 1658 году был назначен придворным живописцем короля Филиппа IV, в 1665—1671 годах работал, вместе с Кареньо, своим учеником Эскаланте и Мантуано, над украшением толедского собора; затем украсил в королевском дворце в Мадриде «Зеркальную залу и галерею дам» стенной живописью (мифологические сцены) и расписал купол в мадридской церкви Сан-Антонио де-лас-Португезес. Занимался также изготовлением декораций для театра Буэн-Ретиро. Около 1683 года им была исполнена хранящаяся ныне в мадридском музее большая картина: «Аутодафе в Мадриде в 1680 г.», заключающая в себе до 3000 человеческих фигур, из которых многие — портреты.
По мнению ЭСБЕ Риси был очень ловкий, но небрежный рисовальщик, своей манерой значительно способствовавший наступлению упадка живописи в Испании.

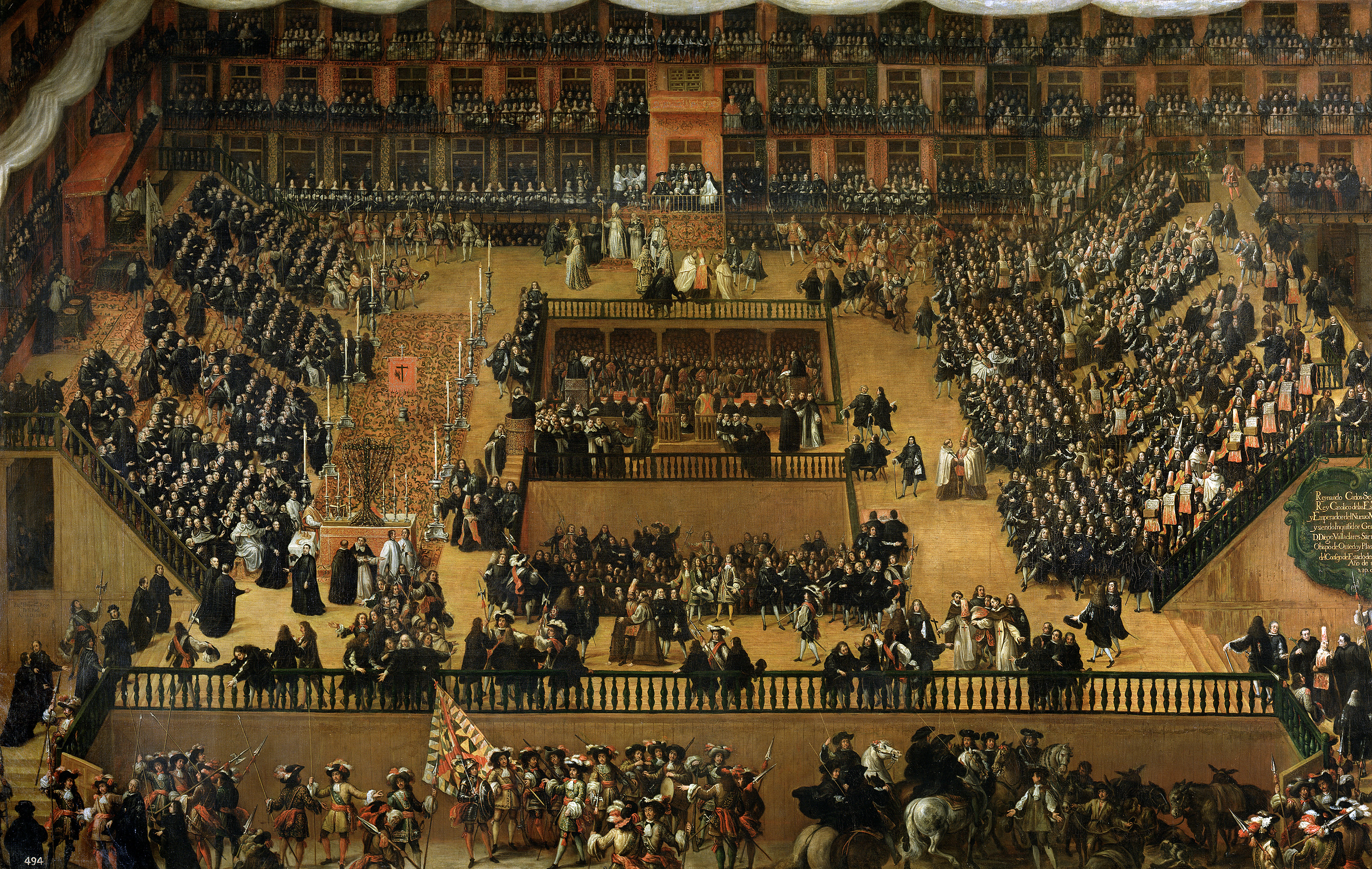
«Аутодафе в Мадриде в 1680 г.»